# ميزان (مشكين شهر)
ميزان هي قرية في مقاطعة مشكين شهر، إيران. عدد سكان هذه القرية هو 632 في سنة 2006.